# Colostygia koehni
Colostygia koehni là một loài bướm đêm trong họ Geometridae.